# Johann II. von Eu
Johann von Brienne († 12. Juni 1292) war als Johann II. ein Graf von Eu aus dem Haus Brienne. Er war ein Sohn des Alfons von Brienne und der Maria von Lusignan-Issoudun, Erbin von Eu.
Durch den Tod seiner Mutter 1252 trat Johann deren Erbe an, die Grafschaft Eu. Zu diesem Zeitpunkt begleitete er seinen Vater auf dem sechsten Kreuzzug nach Ägypten. Nach dessen Scheitern blieb er in Palästina, wo er 1252 von König Ludwig IX. (Saint Louis) in Jaffa die Schwertleite erhielt.
Johann starb 1292 in Clermont-en-Beauvaisis und wurde im Chor der Abtei von Foucarmont bestattet.
Er war verheiratet mit Beatrix de Châtillon († 1304), einer Tochter von Guido II. de Châtillon, Graf von Saint-Pol. Ihre Kinder waren:
- Johann III. († 1302), Graf von Eu
- Isabelle, ⚭ Johann II. von Dampierre, Vizegraf von Troyes
- Johanna, ⚭ Vizegraf Raimund VI. von Turenne (Haus Comborn); ⚭ mit Renaud de Picquigny, Vidame von Amiens
- Margarete, ⚭ Vizegraf Guido II. von Thouars